# Суп из грецких орехов
Суп из грецких орехов — жидкий суп на бульоне или крем-суп, приготовленный с использованием грецких орехов в качестве основного ингредиента. Иногда его готовят в сочетании с другими ингредиентами: тыквой, фасолью, кабачками, огурцами. Суп из грецких орехов присутствует в китайской, итальянской и мексиканской кухне.
Используются свежие или консервированные очищенные грецкие орехи, в супе могут быть пюрированные, измельчённые или целые орехи. Также можно использовать поджаренные грецкие орехи для приготовления супа. Дополнительные ингредиенты могут включать сливочное масло, растительное масло, ореховое масло, лимонный сок, приправы, соль и перец.

## Национальные варианты
- Хап тхоу ву (кит.: 核桃糊; ютпхин: hap6 tou4 wu4) — сладкий суп из грецких орехов в китайской кухне, который часто едят в качестве закуски или десерта. Основные ингредиенты хап тхоу ву включают воду, грецкие орехи, рисовую муку и сахар. Дополнительные ингредиенты: сливки, кокосовое молоко, китайские красные финики, рис, китайские конфеты пяньтан[англ.], имбирь, соль и коньяк[8][9][10][11][12][13]. Грецкие орехи для супа обычно протирают или измельчают[8][14]. Его можно подавать в горячем или холодном виде.
- Minestra di noci — суп итальянской кухни, особо популярен в Пьемонте, где существует большое количество ореховых рощ. В Пьемонте ореховый суп обычно готовят зимой[15].
- Sopa de nueces — мексиканский ореховый суп[16][17][18]. Его можно подавать горячим или холодным.
- В Грузии готовят суп с фасолью и грецкими орехами[19][20]. Также грецкие орехи добавляются в один из самых популярных грузинских супов — харчо[21].